# Blitzkid
Blitzkid ist eine US-amerikanische Horrorpunk-Band aus Bluefield, West Virginia, die 1997 gegründet wurde, sich 2012 auflöste und 2019 neu formierte. In den rund 15 Jahren ihres Bestehens mauserte sich die Gruppe zu einer der führenden und einflussreichsten Bands des Genres.

## Geschichte
Die Band wurde Ende 1997 von Tracy Byrd, alias TB Monstrosity, damals 20 Jahre alt, und dem Schlagzeuger Wolfgang Christopher gegründet. Rasch wurden zehn Stücke für das erste Demo, Songs for the Aesthetically Challenged, eingespielt. Zunächst war es ein reines Spaßprojekt. Das änderte sich, als im Herbst 1998 der langjährige, 19-jährige Freund Steve Matthews alias Argyle Goolsby als Bassist zur Gruppe stieß. Von nun an arbeiteten Monstrosity und Goolsby ernsthafter an Liedern und Texten.
Der Bandname Blitzkid bezieht sich auf die Figur Carrie aus dem gleichnamigen Roman von Stephen King. In einem Gespräch mit einem Musikmagazin erklärte Argyle Goolsby dazu: „Wir wissen, dass der Name sehr deutsch klingt! Als wir zum ersten Mal nach Deutschland kamen, haben die Leute alle zu uns gesagt, dass sich der Name wie «Lightning Kid» anhört. (…) Aber es hat tatsächlich eher etwas mit «Carrie» zu tun! Der erste richtige Horrorpunk-Song, den wir, bzw. T.B. geschrieben haben, war «Slaughter at the Sock Hop», in dem die Hauptfigur jeden Tag in der Schule gemobbt und verarscht wird und dann einfach beschließt, alle in der Schule mit einer Axt umzubringen! Also ist die Figur wie ein «Blitzkid»- einfach jemand, der es nicht mehr länger ertragen kann und durchdreht!“

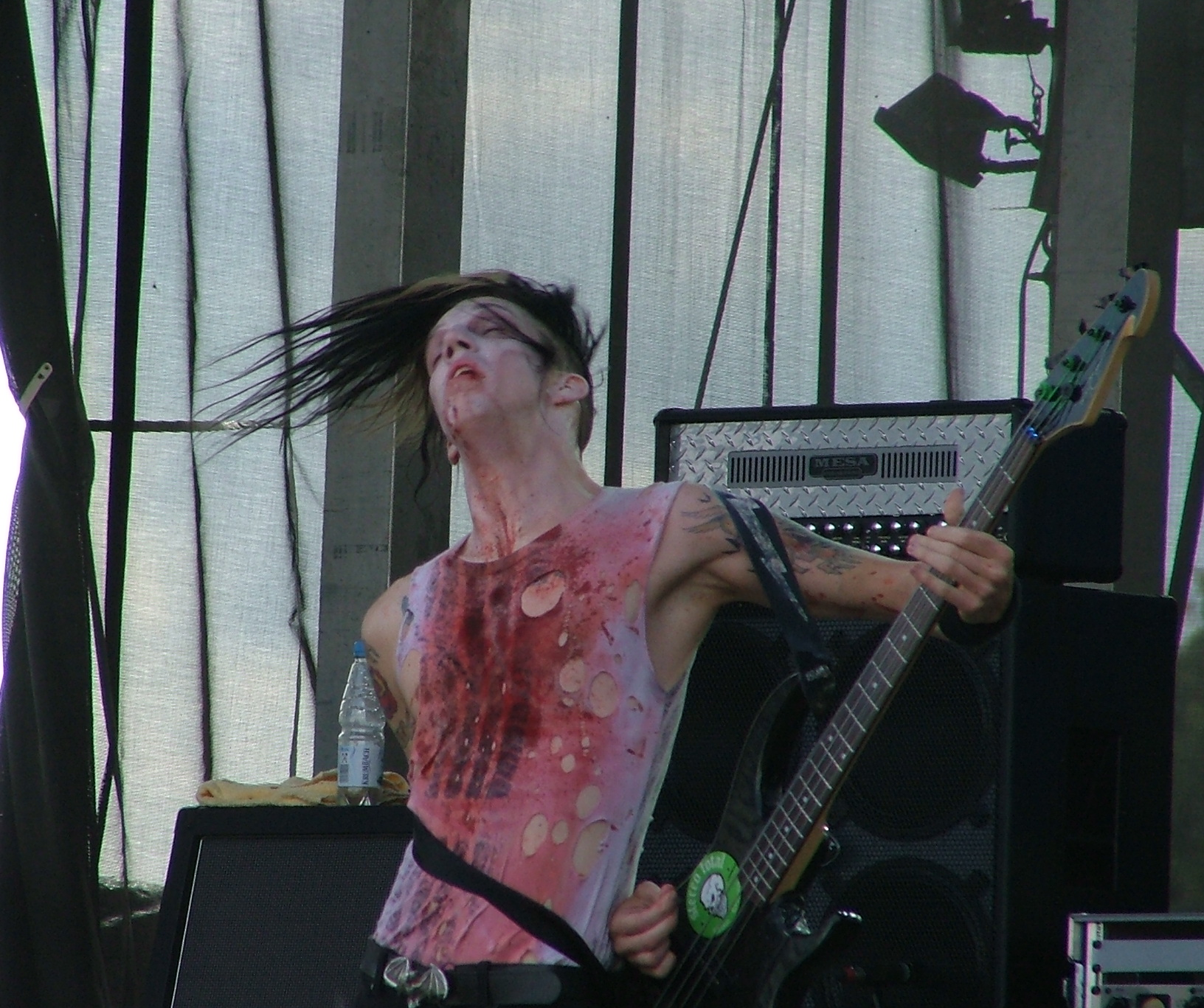
Argyle Goolsby auf dem Summer Breeze 2007

Im Jahr 1999 erschien nach einigen Konzerten die EP Revisited mit sieben Liedern. Noch sind musikalisch Ähnlichkeiten mit den Misfits der Danzig-Ära nicht von der Hand zu weisen. Im Winter desselben Jahres nahm die Band in den Lively Sound Studios in Lewisburg, West Virginia das Debütalbum Terrifying Tales auf, das bereits mehr als die EP den künftigen Stil der Band kennzeichnet. Nach weiteren Konzerten in der Heimatstadt und der näheren Umgebung wurden im Sommer 2001 in den Real 2 Reel Studios in Blacksburg zwölf Stücke für das Album Let Flowers Die eingespielt.
2003 begann sich das deutsche Horrorpunk-Label Fiend Force für die Gruppe zu interessieren, platzierte ein Lied von Blitzkid auf der Compilation This is Horrorpunk, nahm die Band unter Vertrag und veröffentlichte das Album Trace of a Stranger. Nach weiteren Tourneen, unter anderem in Europa im Oktober 2004, nahm die Band im Mai 2005 in den SS Studios das vierte Album, Five Cellars Below, auf. Auf diesem Album klingt Blitzkid nun noch ausgereifter, die Produktion hochwertiger. Aus diesen Gründen sowie aufgrund einer experimentellen Spielweise erfuhr das Album viel Lob seitens Kritikern.
Weitere Tourneen in Europa und den Vereinigten Staaten folgten. Nach dem Ausstieg von Jesco an den Drums teilten sich Ex-Blitzkid Drummer Rhea M. und Ex-Misfits Drummer Dr. Chud den Job als Blitzkid-Schlagzeuger, bis mit Ricko Mortis (bürgerlich Rick Fleischer) das neue feste Bandmitglied am Instrument gefunden wurde.
2008 erschien das Album Anatomy of Reanimation Vol. 1. Dieses stellt einerseits ein Best-of älterer Alben dar, vor allem dient es andererseits jedoch dazu, Klassiker neu eingespielt und im aktuellen Klanggewand zu präsentieren. Daher befinden sich auf dem Album auch keine Lieder von Five Cellars Below.
Im Frühjahr 2009 veröffentlichte die Band die Alben Studio Dead, Revisited und Rarities. Diese bieten zwar keine neuen Lieder, dafür jedoch Akustik- und Live-Versionen, Neuaufnahmen und seltene Stücke. Allerdings sind alle drei nur herunterladbar. Im Mai 2010 wurde schließlich auch das erste Demoalbum der Band, Songs for the Aesthetically Challenged, wiederveröffentlicht; bislang ist es jedoch ebenfalls nur als Download erschienen.

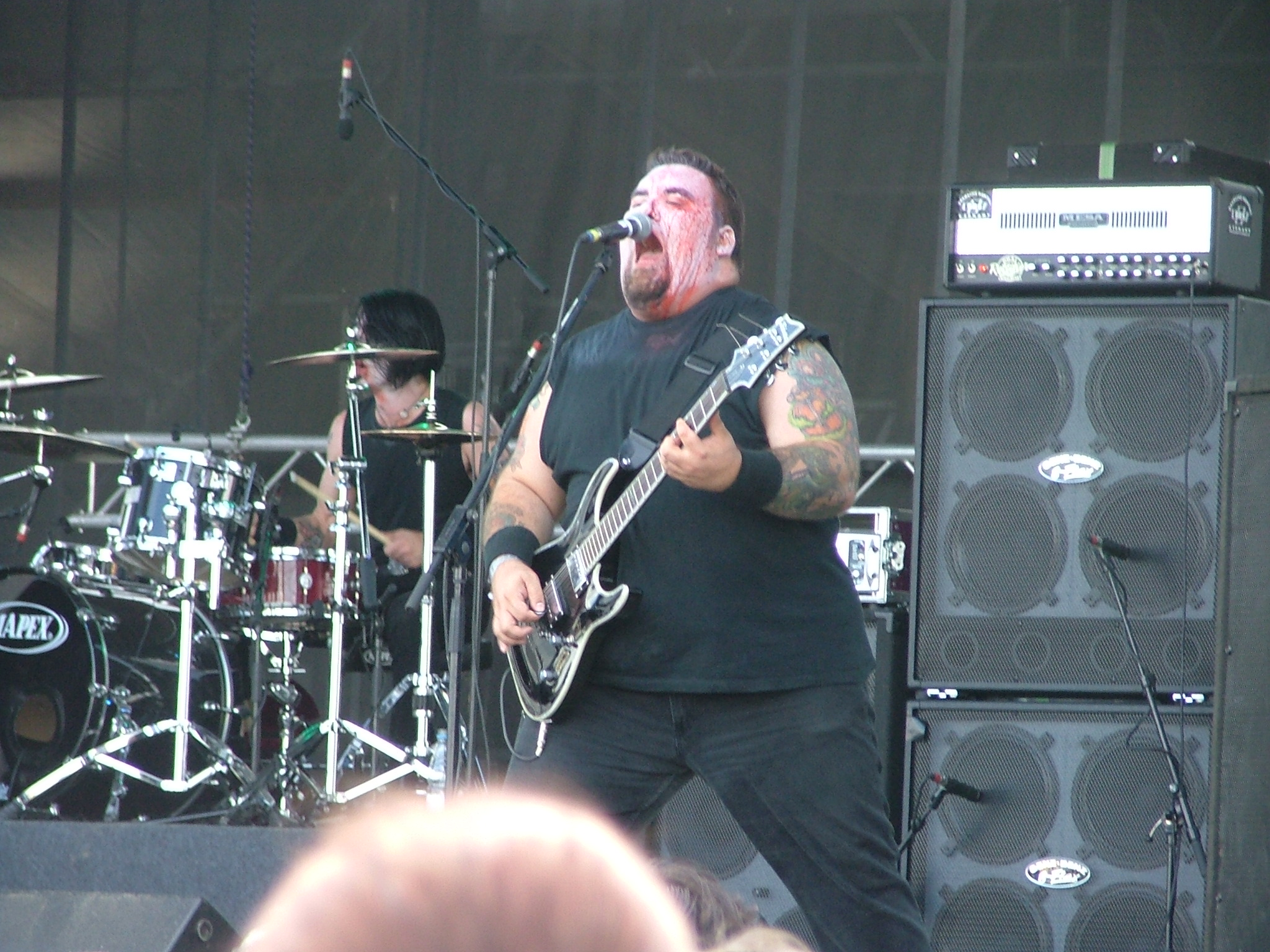
TB Monstrosity (2007)

Aufgrund ihrer großen Popularität galt Blitzkid bis zuletzt als Hauptvertreter des Horrorpunk in den USA. Ein Schwerpunkt der Band lag jedoch in Europa, und vor allem in Deutschland.
Ende Juli 2009 gaben die Mitglieder von Blitzkid bekannt, dass sie das Label Fiend Force verlassen und einen neuen Plattenvertrag beim US-amerikanischen Label Torque Records unterzeichnet haben. Im Sommer 2010 fand ein erneuter Labelwechsel statt, diesmal zu Century Media Records (USA) sowie dem deutschen Label People Like You (Europa). Unter People Like You erschien am 25. März 2011 auch das neue Studioalbum unter dem Titel Apparitional (zu deutsch: geisterhaft oder schemenhaft). Gleichzeitig wurde die auf 300 Exemplare limitierte 7"-Vinyl-Single Head Over Hills veröffentlicht. Diese Single behandelt die Geschichte von Sleepy Hollow und schildert diese aus der Sicht des kopflosen Reiters.
Im August 2010 wurde auch der Einstieg von Nathan Bane als zweiter Gitarrist verkündet. Dieser war zuvor in der US-Horrorpunkband The Epidemic aktiv. Im Januar 2011 gab TB Monstrosity aus persönlichen Gründen nach über 13 Jahren seinen Abschied von der Band bekannt. Obwohl Lieder davon noch aus seiner Feder stammen, wurde Apparitional schon komplett von Argyle Goolsby alleine eingesungen. Zum Ausstieg des Gründungsmitgliedes äußerte sich Goolsby: „Natürlich war TB von Anfang an eine der Schlüsselfiguren bei Blitzkid, aber das heißt nicht, dass die Band ohne ihn Geschichte wäre. Er hat uns rechtzeitig von seinen Überlegungen unterrichtet und ist nicht einfach verschwunden, als wir gerade die Hosen unten hatten und nicht hinterher rennen konnten. TB teilte uns mit, er wolle mehr Zeit mit seiner Frau und seiner Tochter verbringen und nicht mehr so viel unterwegs sein.“
Das neue Album wurde von Kritikern sehr wohlwollend aufgenommen. So bezeichnet Christian Heldmann, von der Zeitschrift VIRUS, den Klang als „wütend“, die Stimme „poppig-melodisch“ sowie das Tempo als „unberechenbar“. Die Lieder seien im Aufbau „bisweilen differenziert, ohne anstrengend zu wirken“ und die Stimmungen „variabel von aggressiv bis melancholisch“.

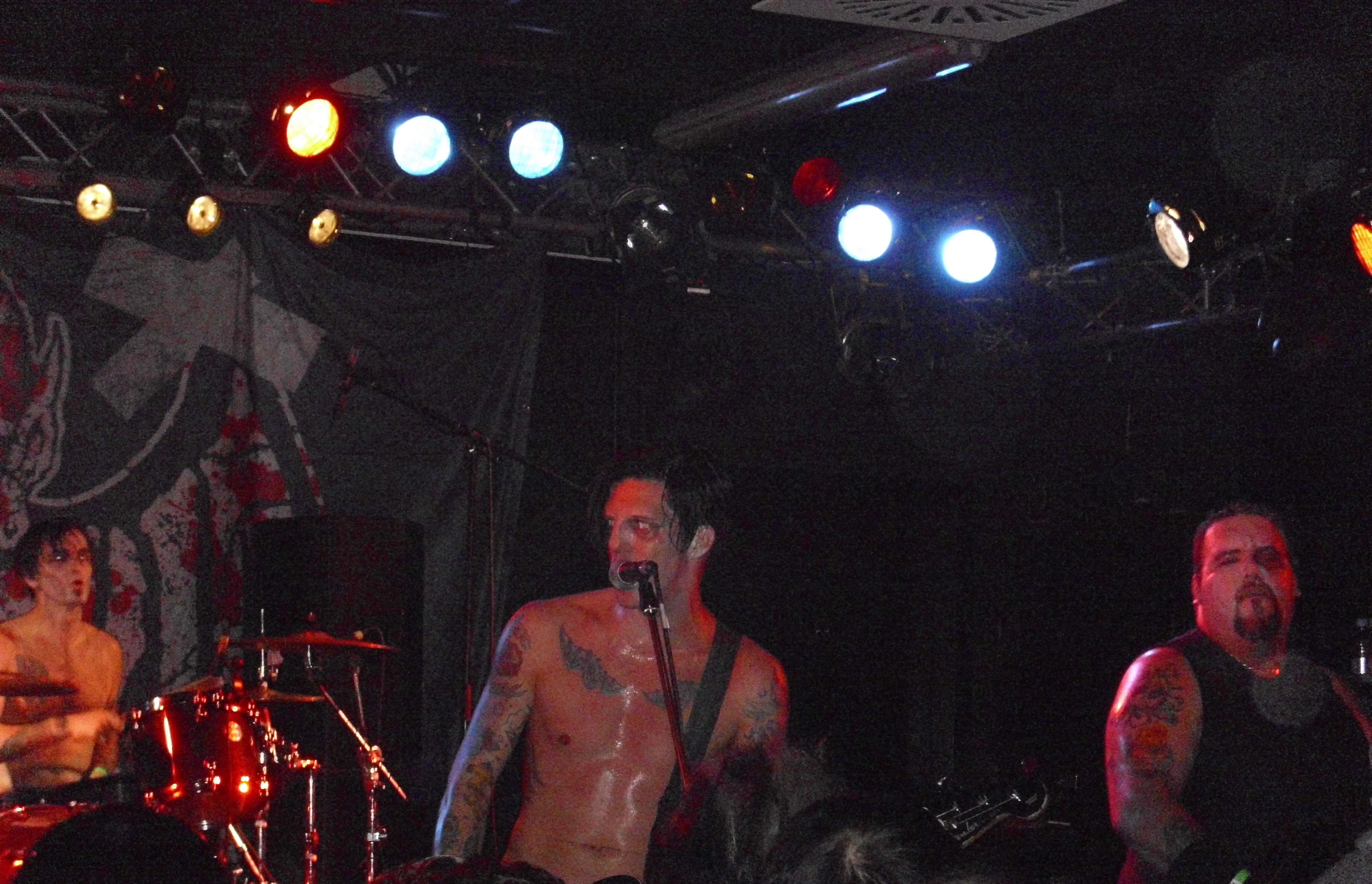
Live in München (2012)

Im April 2011 gaben sowohl Schlagzeuger Ricko Mortis als auch Gitarrist Nathan Bane überraschend während der laufenden Deutschland-Tour ihren Ausstieg aus der Band bekannt. Die laufende Tour wurde anschließend von den ehemaligen Mitgliedern TB Monstrosity und Jesco Devilanse sowie The Jackal von der Gruppe The Crimson Ghosts bespielt. Am 8. Februar 2012 kündigte Argyle Goolsby die Auflösung der Band auf der Homepage an. Diese erfolgte schließlich im Herbst, nach einer ausgedehnten Abschiedstour durch Nordamerika und Europa, unter anderem mit The Other und den Bloodsucking Zombies from Outer Space.
TB Monstrosity ist inzwischen in seiner Gruppe A Gathering of None aktiv. Nach dem Ende von Blitzkid veröffentlichte Argyle Goolsby zunächst zwei Solo-EPs, ehe er 2013 der Band Silent Horror beitrat. Das im Sommer 2014 veröffentlichte, von ihm eingesungene Debütalbum weist starke Ähnlichkeiten zu Blitzkid auf. Im Januar 2015 trennten er und die Band sich allerdings wieder, aufgrund Differenzen persönlicher Art und über die Zukunft der Band. Sein aktuelles Projekt nennt sich Argyle Goolsby and The Roving Midnight.
Zu Ehren des 2018 verstorbenen Jason Antrim, bekannt als J~Sin Trioxin, dem Sänger von Mister Monster, absolvierte die Band im Juni 2019 wieder gemeinsam zwei Auftritte bei „Tribute Shows“ in New Jersey. Für das Frühjahr 2020 kündigte Blitzkid die „Escape the Grave“-Tour an. Diese „einmalige“ Tour umfasst 30 Konzerttermine nur in den USA, wurde dann pandemiebedingt auf Herbst und Winter 2022 verschoben. An Halloween 2020 gaben Blitzkid ein Livekonzert über Stream, das im Januar 2021 auf Vinyl, sowie DVD mit CD veröffentlicht wurde. 2021 erschien die EP Ad Nauseam Memoriae, wieder unter Mitwirkung von TB Monstrosity, womit erstmals seit 2011 neues Material veröffentlicht wurde. Ob diese Veröffentlichungen, wie auch das Live-Album All Hallow's Stre'em II von 2022, eine Wiedervereinigung der Band bedeuten, wurde von dieser nicht klar als solche kommuniziert.

## Stil
Blitzkid war weniger von den ernsteren Horrorpunk-/Death-Rock-Bands wie 45 Grave oder Christian Death geprägt, als vielmehr von Musikgruppen wie The Damned oder den Ramones. Der Gesang ist popartig, die Riffs punktypisch einfach. Insgesamt gilt Blitzkid als eine Horrorpunkband, die weniger gruselig, als lustig sei.

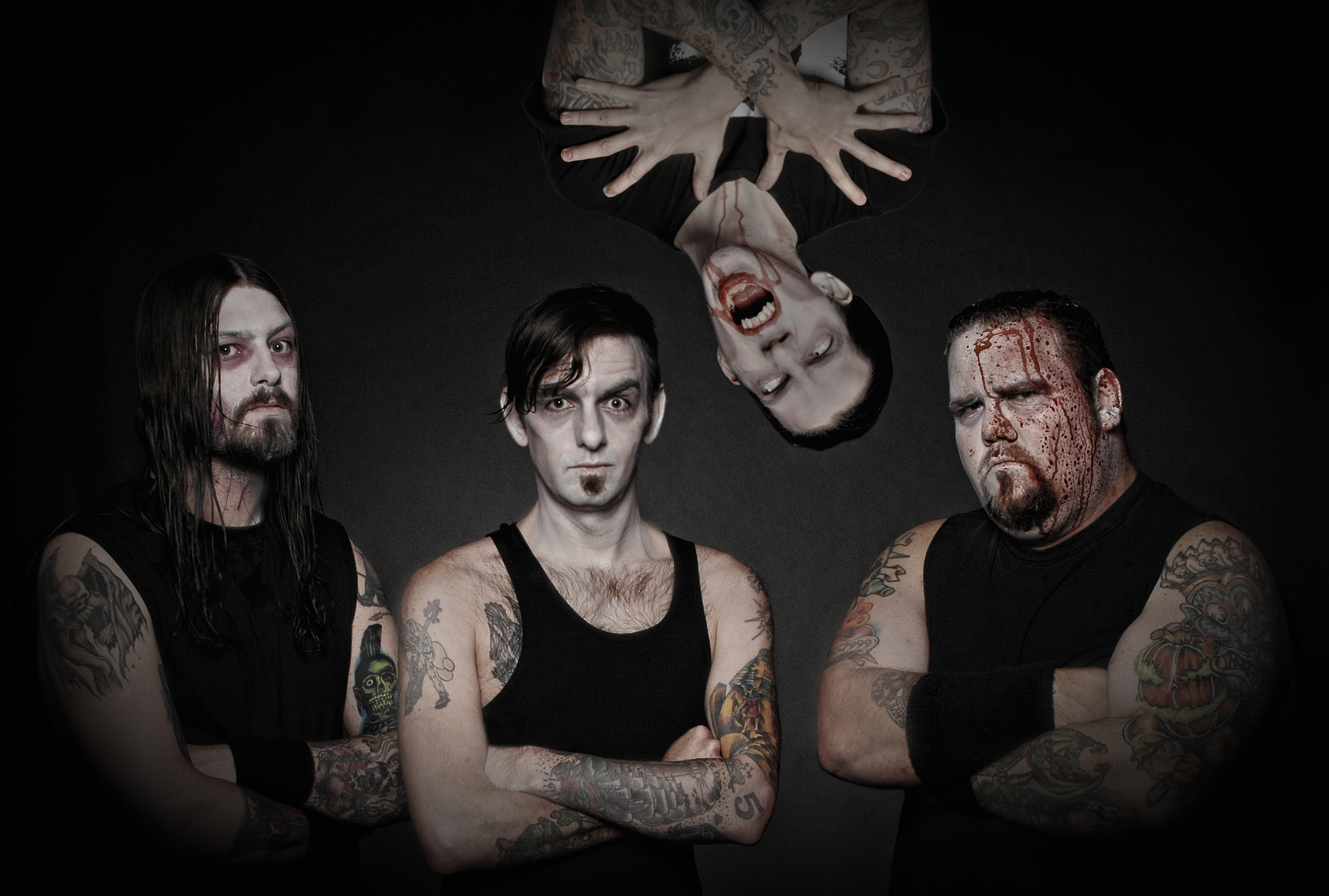
Blitzkid-Bandphoto (2012)

Obwohl die Bandmitglieder, neben The Damned, teils sehr unterschiedliche Interpreten als Vorbild und Einfluss nennen, bildet Bad Religion einen weiteren. Dies wird vor allem am Klang der Gitarren, sowie dem meist harmonischen Gesang, den Argyle Goolsby und TB Monstrosity unter sich aufteil(t)en, deutlich.
Anders als viele andere Horrorpunkbands bezieht sich die Gruppe in ihren Texten weniger auf Themen wie Vampire, Horror-B-Filme oder Monster, sondern zum Großteil auf urbane Legenden, sowie Sagen, Mythen und Spukgeschichten, auch aus ihrer Heimat, den Appalachen. Dazu meinte Argyle Goolsby: „Es gibt hier so viele Spukgeschichten und Legenden, dass sie zwangsläufig in unseren Songs landen. Wir benutzen gerne Metaphern und schreiben in einem düsteren, makaberen Stil, der die üblichen Horror-Elemente beinhaltet. Selbst in der Dunkelheit des Menschseins findet man Schönheit.“ Auch versuchen Argyle Goolsby und TB Monstrosity in ihren Liedern kurze Geschichten zu erzählen, sowie persönliche Erfahrungen zu verarbeiten: „In allen Liedern von uns ist ein emotionaler, persönlicher Inhalt vertreten – egal ob es offensichtlich ist, oder nicht. Wenn du auf unser Make-up schaust, dann wirst du nur Zombies sehen. Aber wenn du auf unsere Texte achtest, dann findest du immer Parallelen zum Leben und allgemeinen Dingen in dieser Welt. Du musst einfach nur hinhören!“

## Diskografie

### Alben
- 1999: Terrifying Tales (Wiederveröffentlichung 2007 mit Live-DVD bei Cinema Sky Productions)
- 2001: Let Flowers Die (Wiederveröffentlichung 2003 auf Antidote und 2007 auf Horror High)
- 2003: Trace of a Stranger (Antidote, Fiendforce, CD/LP)
- 2006: Five Cellars Below (Fiendforce, mit Bonusmaterial bei A Corpse with No Name Music, 2012 als LP, 2019 LP-Neuauflage)
- 2008: Anatomy of Reanimation Vol. 1 (Fiendforce)
- 2011: Apparitional (People Like You, Century Media, CD/LP)
- 2021: All Hallow's Stre'em (Live-Album, A Corpse with No Name Music, LP, DVD/CD, jeweils limitiert auf 250 Exemplare)
- 2022: All Hallow's Stre'em II - Revenge of the Witch's Dungeon (Live-Album, DVD/CD, mit The Cryptkeeper Five)

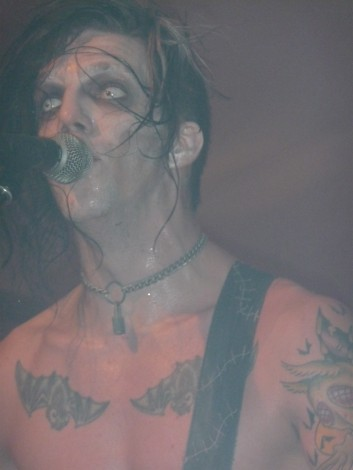
Argyle Goolsby (live, 2009)

### Demos
- 1997: Songs for the Aesthetically Challenged (Wiederveröffentlichung 2010, Download)

### EPs
- 1999: Revisited
- 2004: Exhuming Graves and Making Dates (Split-10"-LP mit Mister Monster)
- 2004: Everyday Is Halloween (Split-7"-LP mit The Spook)
- 2007: Blitzkid/The Cryptkeeper Five (Split-7"-LP mit The Cryptkeeper Five)
- 2010: Fistfull of Balls Volume 1 (Split-Doppel-7"-LP mit Nim Vind)
- 2011: Head over Hills (7"-LP)
- 2012: Split Personalities (Split-10"-LP mit The Cryptkeeper Five)
- 2021: Ad Nauseam Memoriae (7"-LP)

### Sonstige Veröffentlichungen
- 2004: Hollow Bodies (Akustik-Live-Album)
- 2009: Studio Dead (Live-Album, Download)
- 2009: Revisited (Neuauflage, Download)
- 2009: Rarities (Raritäten-Album, Download)
- 2012: Lost Lives (Live-Album, Download)
- 2014: Live From Conne Island (Live-Album, DVD)

### Samplerbeiträge
- 2003: This Is Horrorpunk (Lied: „Lupen Tooth“)Blitzkid live in Moskau (2012)

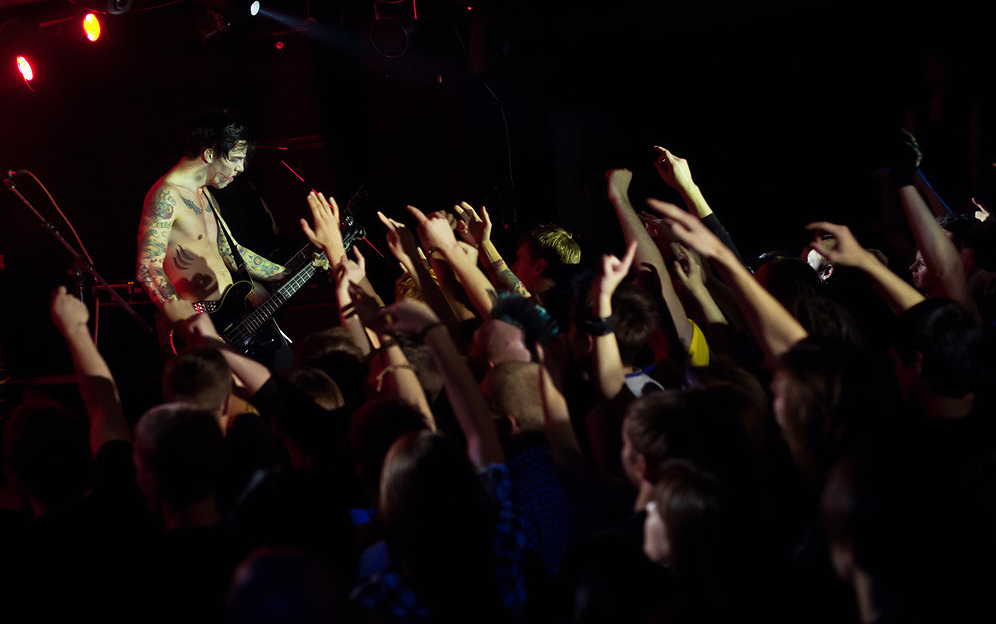
Blitzkid live in Moskau (2012)

- 2006: Horror High presents: Prom Queen Massacre (Lied: „Pretty in a Casket“)
- 2006: Fiendforce Cuts Vol. 1 (Lieder: „Terror (in the haunted House)“ und „Dementia“)
- 2006: Ox-Compilation # 67 (Lied: „Terror (in the haunted House)“)
- 2006: Sonic Seducer - Cold Hands Seduction Vol. 62 (Lied: „Mary and the Storm“)
- 2006: Zillo Scope New Signs & Sounds 2006/09 (Lied: „Carve out a Heart“)
- 2006: Cannibal Flesh Riot (Lied: „Cannibal Flesh Riot“)
- 2007: It Came from Trafalgar Soundtrack Volume # 1 (Lied: „Demon Machine“)
- 2007: Paid in Black: A Tribute to Johnny Cash (Lied: „I Walk the Line“)
- 2008: Get Acquainted Vol. 1 (Lieder: „I’m a Zombie“, „Hate you better“ und „Ad Nauseum Memorie (live)“)
- 2010: The Sound of Horror - Volume 1 (Lied: „Love Like Blood“)
- 2011: Ox-Compilation # 95 (Lied: „She won’t stop bleeding“)
- 2011: XtraX Clubtrax Vol. 3 (Lied: „Jane Doe #9“)

## Nebenprojekte
Blitzkid bildete für Argyle Goolsby und TB Monstrosity 15 Jahre lang das Hauptaugenmerk. Daneben waren beide jedoch auch immer wieder in diverse andere musikalische Nebenprojekte involviert. Argyle Goolsby sang und spielte Bass in der von Ex-Misfit Doyle Wolfgang von Frankenstein gegründeten Musikgruppe Gorgeous Frankenstein und war ebenfalls in der Band 1476 aktiv. TB Monstrosity spielte und sang zudem in den Bands Dragnun und The Automatons; momentan spielt er Gitarre in der Band Vagora. Argyle Goolsby veröffentlichte 2012 seine erste Solo-EP A Dream not quite remembered.